# Chionographis
Chionographis là một chi thực vật có hoa trong họ Melanthiaceae.